# Тинаки (озеро)
Тина́ки — солёное самосадочное озеро в Наримановском районе Астраханской области. Площадь озера — около 90000 квадратных метров. Озеро расположено между двумя бэровскими буграми в 3 километрах от северо-западной части Астрахани и в 80 километрах к северу от Каспийского моря. Относится к особо охраняемым природным территориям и действующим памятником природы регионального значения. Рапа и грязь озера Тинаки используется в лечебных целях.

## Общие сведения
Со слов местных жителей, свое название озеро получило от слова «тина». Грязи озера Тинаки являются сульфидно-иловыми и представляют собой синевато-чёрную пластичную липкую массу, обладающую сильным запахом сероводорода. Рапа озера Тинаки представляет собой сульфидно-хлоридный, бромный и натриево-магниевый раствор солей с концентрацией от 127 до 310 г/л.
Благодаря содержанию в рапе озера Тинаки магниевых солей и большому количеству бактерий вода в летнее время имеет розоватый оттенок. Толщина соляного покрова в озере нестабильна и изменяется от 3 до 50 см в зависимости от времени года и количества осадков. Уровень воды в озере также изменчив, летом наибольшая глубина озера не превышает 1 метра. Из-за засушливого климата Прикаспийской низменности озеро имеет тенденцию к полному иссушению.
Берег Тинаки покрыт белым налетом, состоящим из кристаллов рапы.

## История

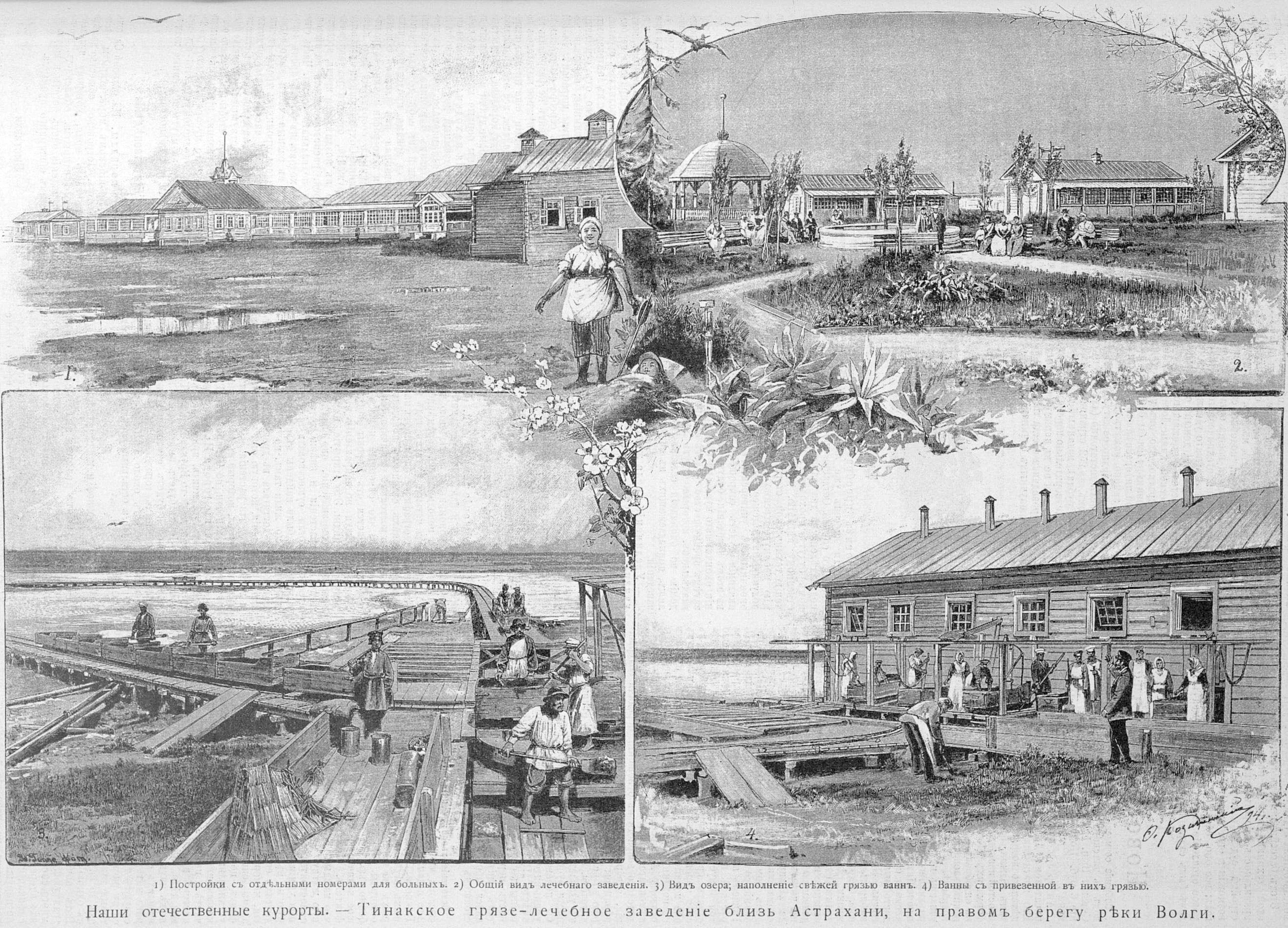
Реклама Тинакской грязелечебницы, 1894 год

Лечебные свойства грязи и солей озера Тинаки, по свидетельству академика С. Г. Гмелина, были известны местному населению с середины XV века. Бахчисарайские ханы распространили методику применения илового грязелечения на территорию Астраханской области, где находились столица и крупные торговые центры Золотой Орды. В летописи ключаря Астраханского собора Кирилла Васильева Тинаки упоминается следующим образом:
«Татарский город Астрахань прежде стоял по течению реки Волги на правой стороне, поблизости целительных озёр. Город сей в летнее время был посещаем ханами Бахчисарая и их семействами, поэтому и озёра поныне называются Ханскими. Одно из этих озёр окрестные жители называли Могильным из-за древних татарских памятников и надгробий, находившихся на близлежащих буграх».
Рапу и грязь озера использовали и используют до сих пор при лечении радикулита, тромбофлебита, воспалительных заболеваний.
В 1820 году на берегу солёного озера был создан второй в Российской империи грязелечебный санаторий. При нём на южном берегу озера был построен населённый пункт, который после получил название Тинаки.
В 1836 году астраханский аптекарь Карл Иванович Оссе исследовал химический состав лечебной грязи Тинакского озера и определил, что по своим свойствам она схожа с грязью Сакского озера в Крыму, что увеличило приток желающих пройти курс лечения.
С 1892 года на курорте «Тинаки» начал свою деятельность врач Любомир Францевич Линевич, который разработал собственную методику лечения, усовершенствовал методы грязелечения, с учётом собственного опыта и опыта мировых грязелечебниц.
Инфраструктура курорта «Тинаки» включала в себя различные ванные приспособления, лечебные корпусы деревянной постройки с отдельными номерами для пациентов, парк, аптеку, столовую, казино, оркестр, который ежедневно играл в течение всего сезона отдыха. К зданию курорта также была подведена железная дорога и построен ныне действующий храм Святого Пантелеймона-целителя.
С 1918 года Тинакская грязелечебница получила название «Курорт „Тинаки“ имени Л. Ф. Линевич».
В 80-х годах XX века в связи со строительством Астраханского целлюлозно-картонного комбината курорт был перенесен дальше от города и стал называться «Тинаки-2». Под этим названием бальнеологическая грязелечебница существует до сих пор (по состоянию на 2019 год).

## Памятник природы
Озеро Тинаки и прилегающий к нему дендропарк являются памятниками природы регионального значения. В парке растут белая акация, лох узколистый, узколистный вяз, туркестанский тополь.
На территории парка расположены церковь святого Пантелеймона (1910, арх. А.Вейзен), а также один гостевой дом 1914 года постройки.